# Лю Бао (шаньюй)
Лю Бао (кит.: 劉豹; д/н — 260) — державний діяч імперії Вей, шаньюй південних хунну в 216—260 роках.

## Життєпис
Син шаньюя Чічжі-Шічжухоу. Після смерті останнього новий шаньюй Хучуцюань призначив Бао східним тукі-ваном (офіційним спадкоємцем). Брав участь у військових кампаніях на боці ханського імператора Лю Сє. На дяку за це отримав прізвище Лю. У 198 році захопив поетесу Цай Веньцзі, яка стала дружиною Лю Бао. 207 року її викупив родич Цао Цао.
216 року після полону Хучуцюаня оголосив себе новим шаньєм, але йому підкорялося лише 5 кланів. В інших землях південних хунну фактично розпоряджалися китайські чиновники. 220 року підкорився вейському імператору Цао Пі. Зберіг номінальну владу над хунну (реально підкорялися західні клани), його резиденцією було місто Цзююань. Китайці вбачали в ньому лише вождя племені.
Надалі фактично ставочним звейських військовиків. Помер близько 260 року. Титулшаньюя перейшов до стриєчного брата Лю Цзюбея, а власні володіння та посади — синові Лю Юаню.